# Corbulella bermudae
Corbulella bermudae är en mossdjursart som först beskrevs av Jean-Loup d'Hondt och Schopf 1984.  Corbulella bermudae ingår i släktet Corbulella och familjen Calloporidae. Inga underarter finns listade i Catalogue of Life.